# Station Cressington
Cressington is een spoorwegstation van National Rail in Grassendale, Liverpool in Engeland. Het station is eigendom van Network Rail en wordt beheerd door Merseyrail. Het station is Grade II listed